# Cornelis Brack

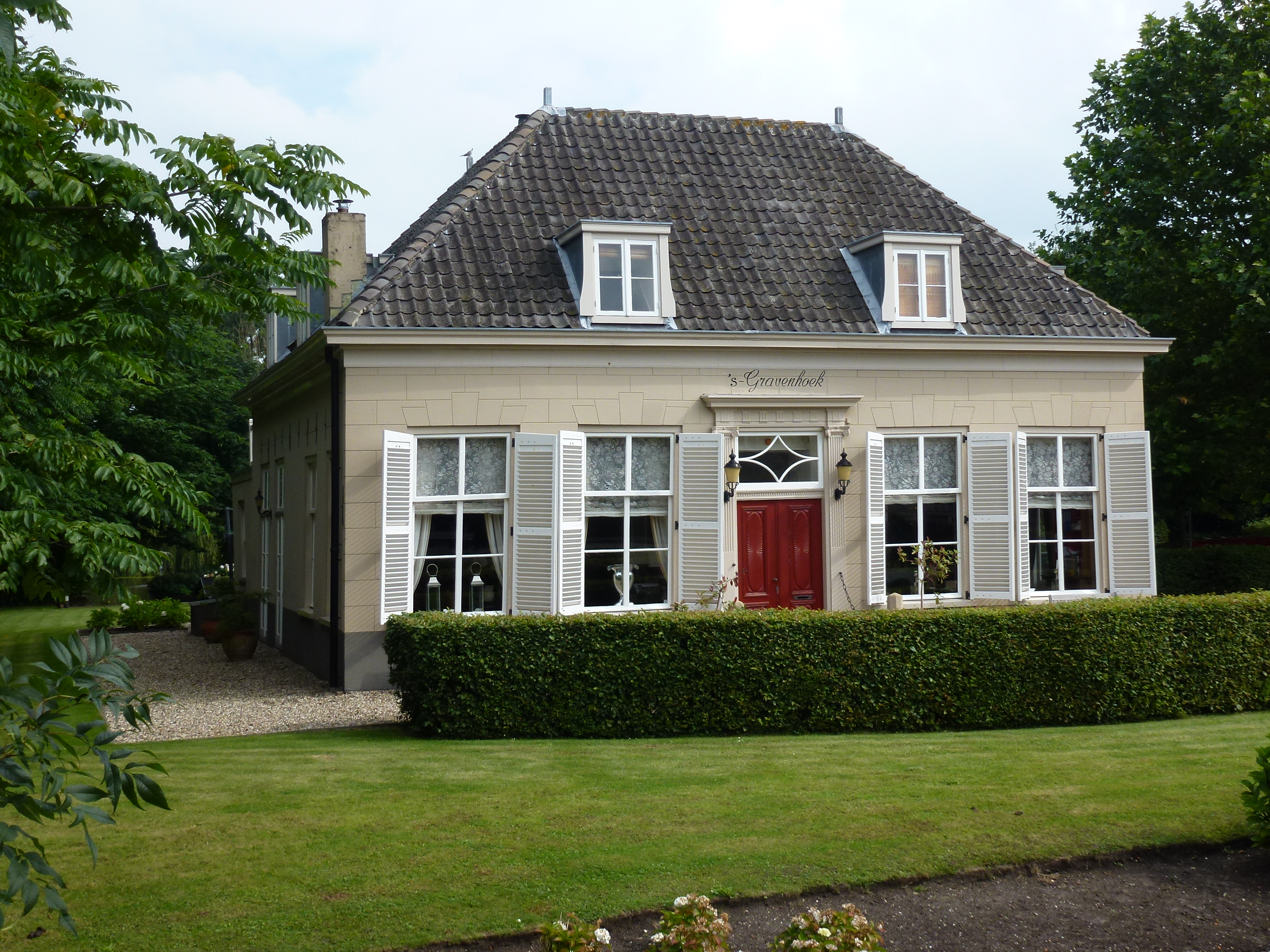
De woning van burgemeester Brack aan de 's-Gravenbroekseweg 1 te Reeuwijk, deze woning deed tevens dienst als gemeentehuis

Cornelis Brack (Zwammerdam, 5 oktober 1794 – Reeuwijk, 9 april 1877) was een Nederlandse burgemeester.

## Leven en werk
Brack werd in 1794 in Zwammerdam geboren als zoon van de schout en notaris Guillaume Brack en Cornelia Jacoba de Buck. Brack volgde in 1819 zijn vader op als secretaris van Reeuwijk. Na het overlijden van zijn vader in 1823 ging Brack in de ouderlijke woning, de villa "Voorzorg" aan  's-Gravenbroekseweg 1 te Reeuwijk wonen. Vanaf 1841 werd in dit pand ook het gemeentehuis van Reeuwijk gevestigd. In september 1842 werd Brack benoemd tot burgemeester van Reeuwijk. In 1852 werd hij tevens benoemd tot burgemeester van het nabijgelegen Middelburg, een gemeente die in 1855 bij Reeuwijk werd gevoegd. Hij werd als burgemeester van Reeuwijk in 1867 opgevolgd door zijn zoon Frederik Hendrik Bulaëus, die evenals zijn vader een deel van de woning aan de 's-Gravenbroekseweg verhuurde als gemeentehuis. De woning is sinds 1977 ingeschreven in het rijksmonumentenregister. Dezelfde woning brandde in het voorjaar van 2015 gedeeltelijk af, waardoor het dak instortte. Nu vindt er een renovatie plaats.
Brack trouwde op 26 mei 1824 te Reeuwijk met Marrigje Broekhuisen. Hij overleed in april 1877 op 82-jarige leeftijd in Reeuwijk.
In Reeuwijk is de Burgemeester Bracklaan naar hem en/of zijn zoon genoemd.